# این آخرش است مایکل جکسون
این است مایکل جکسون (به انگلیسی: Michael Jackson's This Is It) (دیگر ترجمه‌ها از این نام: «همین است»، «آخرش است»، «پایانشه») نام فیلم مستندی است که پس از مرگ ناگهانی و مشکوک مایکل جکسون به مدت ۱ ماه اکران شد. محتوی این فیلم مستند شامل صحنه‌هایی از تمرینات مایکل جکسون، برای شروع کنسرت‌های این است بود؛ کنسرت‌هایی که عنوان «باشکوه‌ترین و بزرگ‌ترین بازگشت تاریخ» و همچنین «پیشرفته‌ترین اجرای تاریخ» را کسب کرده بود اما به دلیل مرگ او، لغو شد.
مستند این است مایکل جکسون، حاصل منتخبی از ۱۰۰ ساعت از فیلم‌های پشت صحنهٔ تمرینات مایکل جکسون است که سونی پیکچرز تنها ۱۱۱ دقیقه از آن را منتشر کرد. کمپانی سونی پیکچرز که حق ساخت و انتشار این فیلم را با پرداخت ۶۰ میلیون دلار از بنیاد مایکل جکسون بدست آورده بود، در رابطه با اهمیت این ۱۰۰ ساعت فیلم می‌گوید: «این فیلم‌ها در تاریکی نیمه شب و در داخل واگنی ناشناس و بدون نام و نشان، به انبار سونی در کالور سیتی منتقل شدند و پلیس‌های امنیتی همراه با اسلحه و تجهیزات، این ماموریت را پشتیبانی می‌کردند». شرکت سونی می‌گوید که در زمان تدوین این ۱۰۰ ساعت فیلم، ماموران امنیتی لحظه‌ای از جلوی درب اتاق تدوین فیلم دور نمی‌شدند و دسترسی به اینترنت در اتاق تدوین وجود نداشت.
برخی از صداهای ترانه‌های درون این فیلم از ترانه‌های از قبل ضبط شده بود اما در بیشتر ترانه‌های اجرا شده صدای واقعی جکسون در همان اجرای اصلی پشت صحنه است.
این فیلم با فروش ۲۶۱ میلیون دلار، پرفروش‌ترین فیلم مستند و کنسرتی در تاریخ سینمای جهان است. این رکورد جهانی تنها در ۵ روز اول اکران این فیلم به دست آمد. ۱۰۱ میلیون دلار تنها فروش ۵ روز اول این فیلم بود.
این فیلم رتبهٔ سینمایی «الف» را بدست آورد و از فیلم‌هایی است که بهترین نقدها را دریافت کرده‌است. ۸۰٪ نقدهای نوشته شده بر این فیلم مثبت بوده‌اند.
این فیلم از ۲۸ اکتبر (‎۶ آبان) تا ۳ دسامبر ۲۰۰۹ (‎۱۲ آذر ۱۳۸۸) به مدت ۳۷ روز در سینماهای سرتاسر جهان به نمایش درآمد.

## پیشینه
در پنجم ماه مارس ۲۰۰۹، مایکل جکسون در یک کنفرانس مطبوعاتی اعلام کرد که ۱۰ کنسرت زنده با عنوان «همین است» را به زودی در لندن اجرا خواهد کرد. اما به دلیل استقبال مردم، ۴۰ کنسرت دیگر نیز اضافه کرد و در مجموع قرار شد ۵۰ کنسرت اجرا شود. اما مرگ ناگهانی مایکل جکسون در ۲۵ ژوئن ۲۰۰۹ باعث لغو این کنسرت‌ها شد در حالی که تنها دو هفته تا آغاز اجرای کنسرت‌ها مانده بود.
پس از آن شرکت سونی اعلام کرد فیلم تمرینات مایکل جکسون که تنها دو روز پیش از مرگش ضبط شده بود را به زودی پخش خواهد کرد. در انتهای این فیلم مایکل جکسون آهنگ جدیدی را با عنوان «همین است» اجرا می‌کند.

مایکل جکسون در حال اجرای مجرم زیرک تنها دو روز قبل از مرگش

## میزان فروش
فروش جهانی فیلم این آخرش است در ۳۷ روزی که بر روی پردهٔ ۳،۴۸۱ سینمای جهان بود، برابر با ۲۶۱،۱۸۳،۵۸۸ دلار بود. از این میزان، ۷۲،۰۹۱،۰۱۶ دلار (۲۷٫۶ درصد از کل فروش) متعلق به کشور آمریکا و ۱۸۹،۰۹۲،۵۷۲ دلار (۷۲٫۴ درصد از کل فروش) متعلق به دیگر کشورهای جهان بود.
فیلم این آخرش است پرفروش‌ترین فیلم موزیکال، کنسرتی و مستندی جهان است و در کشور آمریکا نیز در رتبهٔ دوم (بعد از فیلم جاستین بیبر: هرگز نگو هرگز) قرار دارد.

## موزیک
1. «می‌خوای چیزی رو شروع کنی»
2. «بی کلام»
3. «جم»
4. «به ما اهمیتی نمی دن» (همراه قسمتی از "تاریخ")
5. «بد»
6. «طبیعت انسان»
7. «مجرم زیرک»
8. «حسی که تو به من میدی»
9. «می‌خواهم برگردی»
10. «عشقی که حفظ می‌کنی»
11. «آنجا خواهم بود»
12. «بدنتو تکون بده (برو پایین)»
13. «نمی‌تونم دوستت نداشته باشم»
14. «تریلر» (همراه قسمتی از "تهدید شده")
15. «بزن به چاک»
16. «سیاه یا سفید»
17. «ترانه زمین»
18. «بیلی جین»
19. «مرد در آینه»
20. «همین است»
21. «دنیا را نجات بده»

## بازیگران
- خواننده و رقصنده: مایکل جکسون
- طراح رقص: مایکل جکسون
- موزیک: مایکل جکسون، جانت جکسون، رابرت کلی، کویینسی جونز، پخش موزیک توسط سونی
- کیبورد: مایکل بیردن، موریس پلشر
- لید گیتار: اورینتی پانگریس
- ریتم گیتار: توماس اورگن
- باس: آلفرد دانبر
- پرکاشن: راجر بشیری جانسن
- درامز: جاناتان مافت
- خوانندگان پشتیبان: جودیف هیل، دورن هالی، دیرل فینس، کن استیسی
- رقصندگان پشتیبان: دنیل یاو، نیکلاس بس، دنیل سلبر، میکیا کاکس، کریستوفر گرنت، میشا همیلتن، شنن هولتزپفل، دوین جیمیسن، چارلز کلپو، ریکاردو رید، دنیل رودا واتس، تاین استکلین، تایمر استفنز